# Georges Leven
Pour les articles homonymes, voir Leven (homonyme).
Mayer Joseph Georges Leven est né à Paris le 26 janvier 1868. Il est le fils de Nathan Narcisse Leven (1833-1915), avocat à la cour impériale, et de son épouse Sarah Hortense Lippmann. Il se marie, en 1901, avec Jeanne Guastalla avec qui il a sept enfants, cinq fils (dont Gustave Leven, PDG de Source Perrier) et deux filles. Il meurt à Vichy le 17 juin 1941.

## Biographie

### Carrière militaire
Georges Leven est reçu à l'École polytechnique en 1887. Le 9 septembre 1889, il est sous-lieutenant d'artillerie à l'école d'application de l'artillerie à Fontainebleau. Il est promu, le 1er octobre 1891, lieutenant d'artillerie au 15e régiment à Douai, puis capitaine le 24 avril 1900.
Il démissionne de l'armée le 13 décembre 1901. Il est mobilisé le 2 aout 1914 et est promu chef d'escadron le 15 juillet 1916. Il est démobilisé le 1er janvier 1919.
Il est promu lieutenant-colonel le 15 juillet 1925.

### Carrière professionnelle
Il est licencié en droit et succède à son beau-père, Gustave Guastalla, comme agent de change près la Bourse de Paris.

### Au service de la communauté juive
Comme son père Narcisse Leven, Georges Leven est actif au sein de l'Alliance israélite universelle. Il entre au Comité Central en 1902, et il est nommé vice-président, faisant office de président, en 1936. Il institue la Commission des Ecoles de l’Alliance.
Bien qu'ayant la possibilité de fuir à Londres, il reste en France pour déménager le siège de l’Alliance dans un hôtel de Vichy, 13 rue Rambert, et maintenir le lien avec les écoles de l’étranger.

## Honneurs et distinctions
- Georges Leven est nommé  Chevalier de la Légion d'honneur le 7 aout 1913, et promu  Officier de la Légion d'honneur le 6 novembre 1925.
- Deux établissements portent son nom : Le Georges Leven High-Tech Management School à la faculté de gestion Leon Recanati de l'Université de Tel Aviv, et l’Établissement scolaire Georges-Leven à Paris[2].